# Mattheus Borrekens

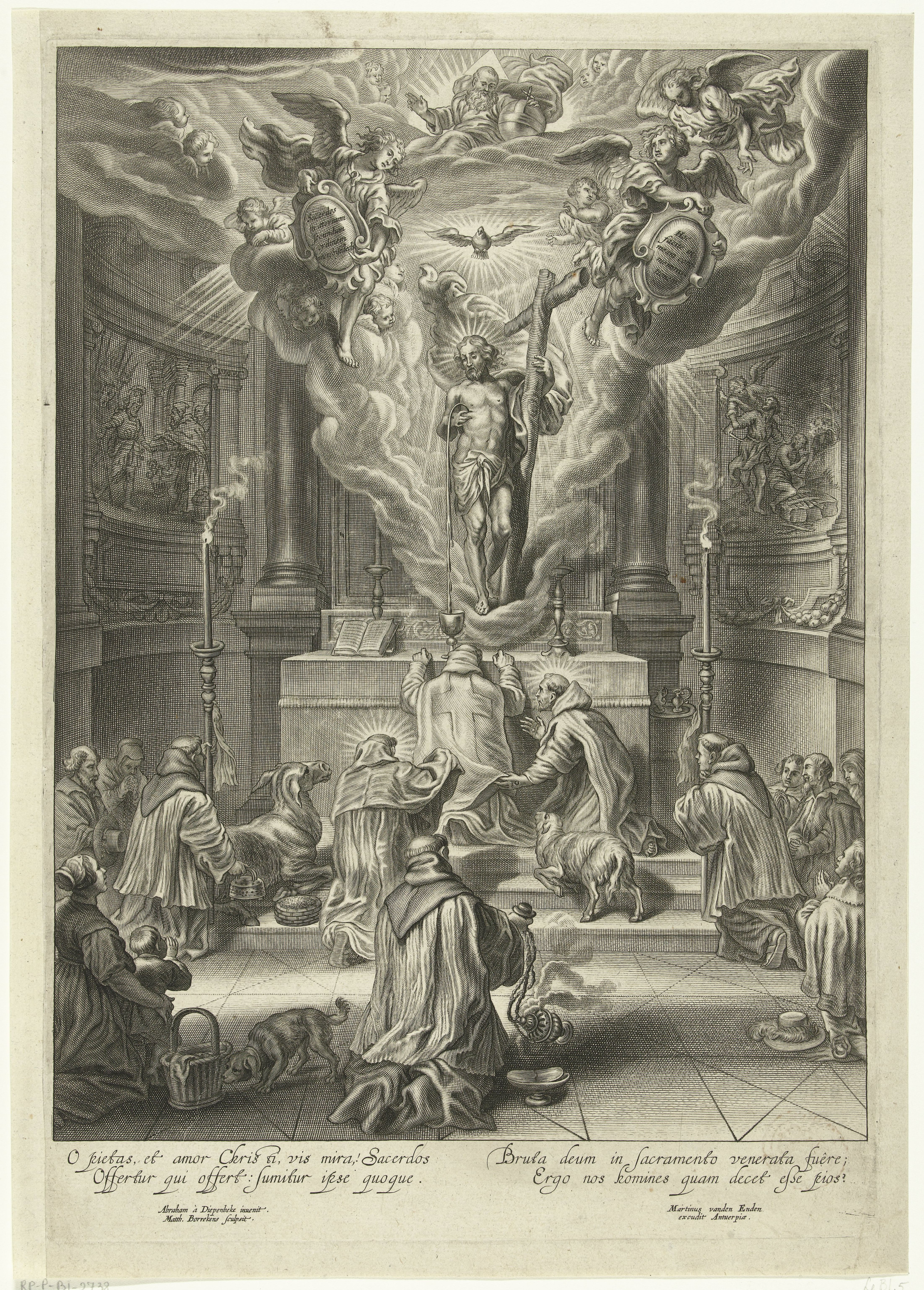
Mis van de Heilige Gregorius met verschijning van Christus

Mattheus Borrekens (Antwerpen, 1615 - 1670) was een graveur. Enkele van zijn werken hangen in de Biblioteca Apostolica Vaticana en in het Nederlandse Rijksmuseum.
Hij was een leerling van Peter de Jode.